# Sang Hoon Degeimbre
Pour les articles homonymes, voir Hoon.
Sang Hoon Degeimbre est un chef cuisinier belge, né le 5 août 1969 à Miryang en Corée du Sud.

## Biographie

### Jeunesse et formation
Sang Hoon Degeimbre naît à Miryang en 1969. Lui et son frère sont adoptés par une famille belge,. Il entreprend des études de pharmacie, change d'orientation et suit les cours de l'école hôtelière de Namur, puis de l'école de boucherie dans laquelle sa mère est éducatrice. Il devient garçon de salle dans une pension de famille. Ne réussissant pas à intégrer une cuisine, il décide de poursuivre ses études à Bruxelles afin de devenir sommelier. Il se classe 3e du concours national.

### Carrière professionnelle
Au cours des années 1990, Sang Hoon Degeimbre exerce le métier de sommelier. Il suit les séminaires du physico-chimiste Hervé This, qui est à l'origine de la gastronomie moléculaire,. Avec son épouse, il rénove une petite friterie de Noville-sur-Mehaigne, section de la commune d'Éghezée. En 1997, ils y ouvrent leur restaurant, L'Air du Temps,. Le Guide Michelin décerne au cuisinier une première étoile en 2000. Il décroche la 2e en 2008.
Carine et Sang Hoon Degeimbre investissent un million d'euros afin d'installer leur établissement dans une ancienne ferme de la section de Liernu. Le bâtiment compte quatre salles. Il est situé dans une propriété de cinq hectares permettant au cuisinier de cultiver ses légumes, plantes et herbes aromatiques. Le nouveau restaurant L'Air du Temps est inauguré en janvier 2013.
Sang Hoon Degeimbre est considéré comme l'une des têtes de file de la nouvelle gastronomie wallonne,,. Aujourd'hui L'Air du Temps est l'un des restaurants gastronomiques les plus pointus sur les questions gastronomie et développement durable. Le chef Sang Hoon Degeimbre partage son savoir et expérience dans le monde entier lors de festivals, symposiums, talks.

### Autres activités
Sang Hoon Degeimbre fait partie du collectif Generation W, constitué de jeunes chefs voulant promouvoir le patrimoine gastronomique wallon. En 2009, il est contacté par l'ambassade de Corée du Sud en Belgique et retourne dans son pays natal pour la première fois depuis son adoption. Le voyage lui permet de se familiariser avec la gastronomie du pays. Il est nommé ambassadeur de bonne volonté de la cuisine coréenne. Depuis 2015, il a lancé le concept de restaurants SAN, deux établissements à Bruxelles, un à Gand, proposant une cuisine urbaine créative et de saison.

## Distinctions
Les distinctions suivantes lui ont été attribuées :
- Officier du Mérite wallon (O.M.W.) 2013[8]
- Commandeur de l'ordre de la Couronne (2024)[9]